# Uriel Weinreich
Uriel Weinreich (iídiche: אוריאל ווײַנרײַך‎ e às vezes também grafado Uriel Vaynraykh; 23 de maio de 1926 — 30 de março de 1967) foi um linguista polaco-americano.

## Biografia
Weinreich nasceu em Wilno, Polônia (a partir de 1945, Vilna, Lituânia), em uma família de judeus de Courland, primeiro filho de Max Weinreich (polonês: Mejer Weinreich) e Regina Szabad. Conseguiu seu PhD da Universidade de Columbia, e lá também ensinou, especializando-se em estudos do iídiche, sociolinguística, e dialetologia.
Ele advogava a maior aceitação da semântica e compilou o icônico Modern English-Yiddish, Yiddish-English Dictionary, publicado logo após seu falecimento.
Weinreich era filho do linguista Max Weinreich, e mentor de ambos Marvin Herzog, com o qual ele assentou os alicerces para o Language and Culture Atlas of Ashkenazic Jewry (LCAAJ), e William Labov.
Ele é também acreditado como sendo o primeiro linguista a reconhecer o fenômeno da interlíngua 19 anos antes de Larry Selinker cunhar o termo em seu artigo de 1972 "Interlanguage". Em seu livro de referência, Línguas em contato, Weinreich primeiro observou que os alunos de um segunda língua consideram formas linguísticas de sua primeira língua igual a formas na língua-alvo. No entanto, a desigualdade essencial dessas formas leva ao discurso que os falantes nativos da língua-alvo consideram desigual.
O linguista morreu de câncer em Nova York antes da publicação de seu dicionário iídiche-Inglês.
«Embora tenha vivido menos de quarenta e um anos, Uriel Weinreich [...] conseguiu facilitar o ensino da língua iídiche em universidades americanas, construir um novo mapa desse idioma e demonstrar a importância do iídiche para a ciência da linguística.» (Dovid Katz, em homenagem póstuma)

## Livros (em inglês)
- College Yiddish: An Introduction to the Yiddish Language and to Jewish Life and Culture (YIVO, New York, 1st edition 1949, 6th edition 1999), ISBN 0-914512-26-9.
- Languages in Contact: Findings and Problems.  New York, 1953.  Reprint, Mouton, The Hague, 1963, ISBN 90-279-2689-1.
- Say It In Yiddish: A Phrase Book for Travelers (with Beatrice Weinreich).  Dover, New York, 1958, ISBN 0-486-20815-X.
- Modern english-yidish yidish-english verterbukh. Modern English-Yiddish, Yiddish-English Dictionary (McGraw-Hill, New York, 1968 and Schocken, new paperback edition 1987), ISBN 0-8052-0575-6.